# Černé světlo

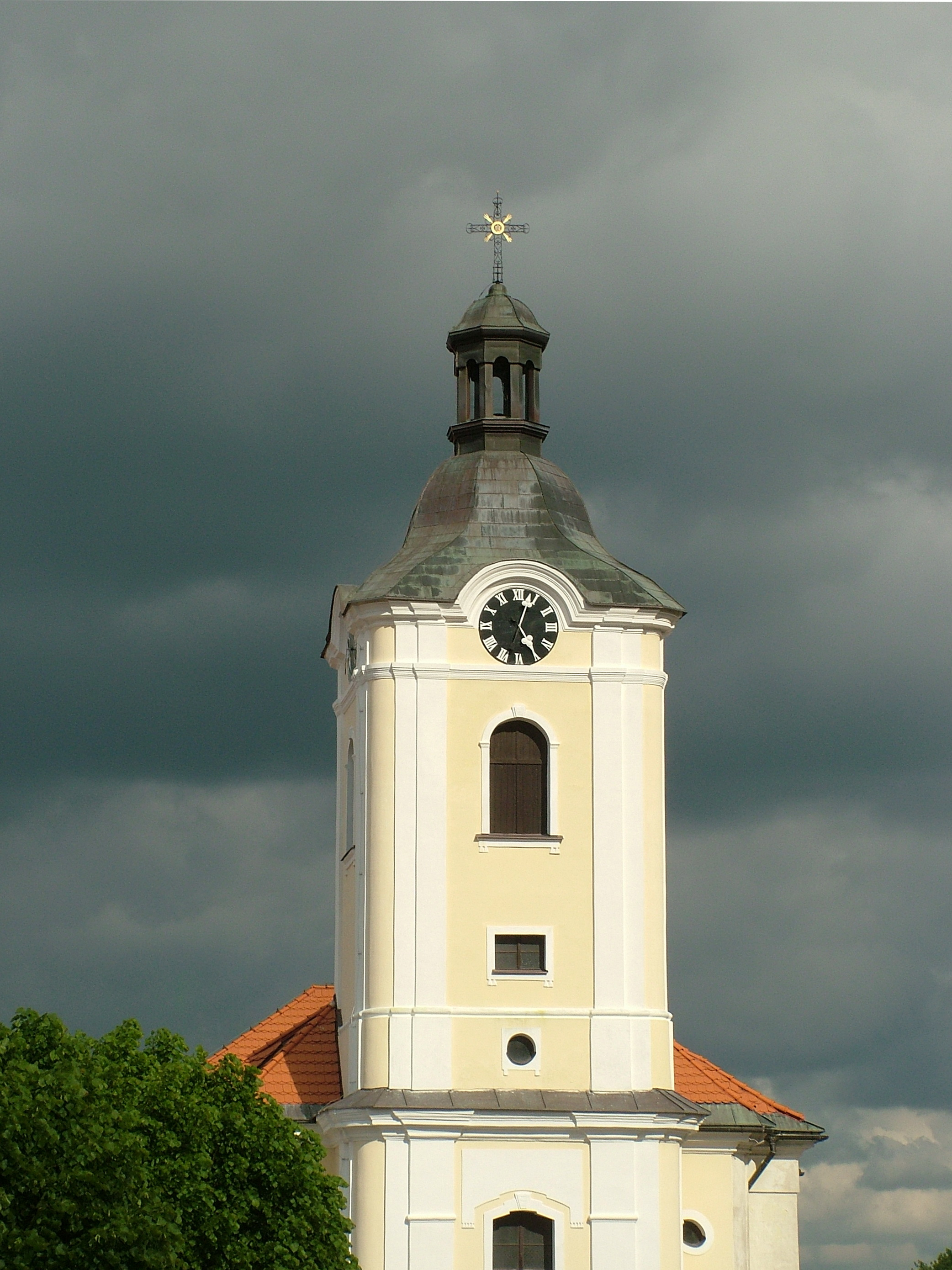
Černé světlo, kostel svatého Bartoloměje, Divišov

Černé světlo je světlo ve fotografii, u kterého je nebe tmavší než fyzické objekty před ním. Objevuje se obvykle před bouřkou a nejlépe vyzní v přímém slunečním světle.

## Popis
Na snímku působí tento druh světla velmi dramaticky a neobvykle. Vzniká v kombinaci přímého slunečního světla a tmavé oblačnosti. Ještě více vynikne, pokud se opírá do světlých objektů, které sluneční světlo ještě více zdůrazní a vznikne tak větší kontrast mezi světlým popředím a tmavým pozadím. Pokud je světlo šikmé, například ráno nebo v podvečer, je efekt ještě více zesílen. Při této kombinaci světel, tedy Slunce v zádech a tmavé bouřkové mraky se srážkami v popředí, se občas objeví na obloze duha.

## Další významy
- Jako dlouhovlnné, „černé světlo“ se označuje ultrafialové záření UVA o vlnové délce 400 nm – 320 nm. Asi 99 % UV záření, které dopadne na zemský povrch je ze spektrální oblasti UVA.

- Václav Řezáč: dílo Černé světlo (1940) – příběh touhy po moci, síle, manipulování s lidmi a dobrém postavení, zároveň příběh intrik, zbabělosti, neupřímnosti a slabosti; hlavní hrdina Karel Kukla byl již od nejranějších dětských let slabý, neduživý hoch, který hledal své útočiště před okolním světem u své matky, a právě jeho slabost a zdánlivá bezmocnost se stala zdrojem touhy ovládat silné – nenápadně stát v pozadí, zdánlivě do ničeho nezasahovat a zároveň vše řídit; zfilmováno pod názvem Rytmus 1934 (1980)

## Galerie

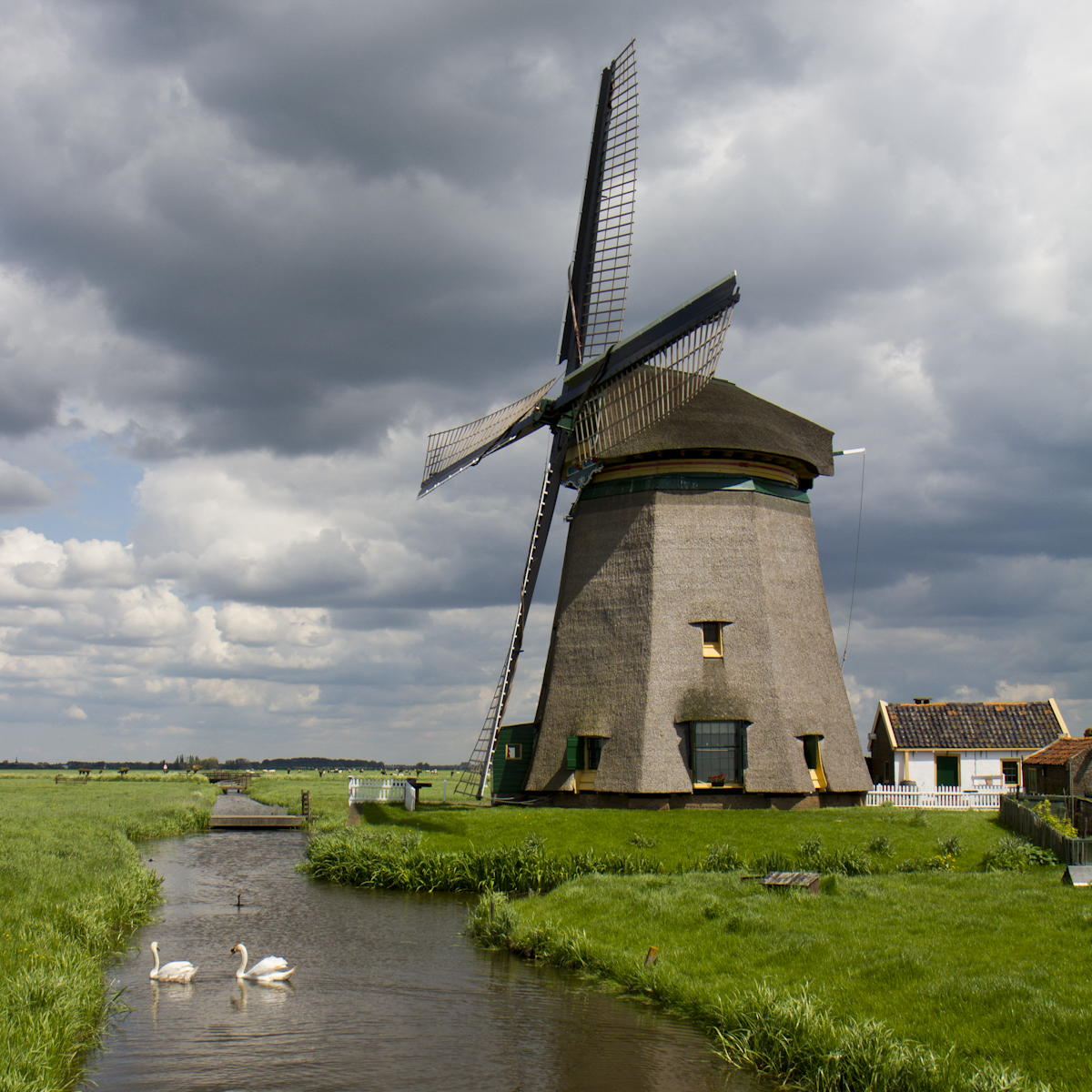
Koudekerk aan den Rijn - Hondsdijkse Molen
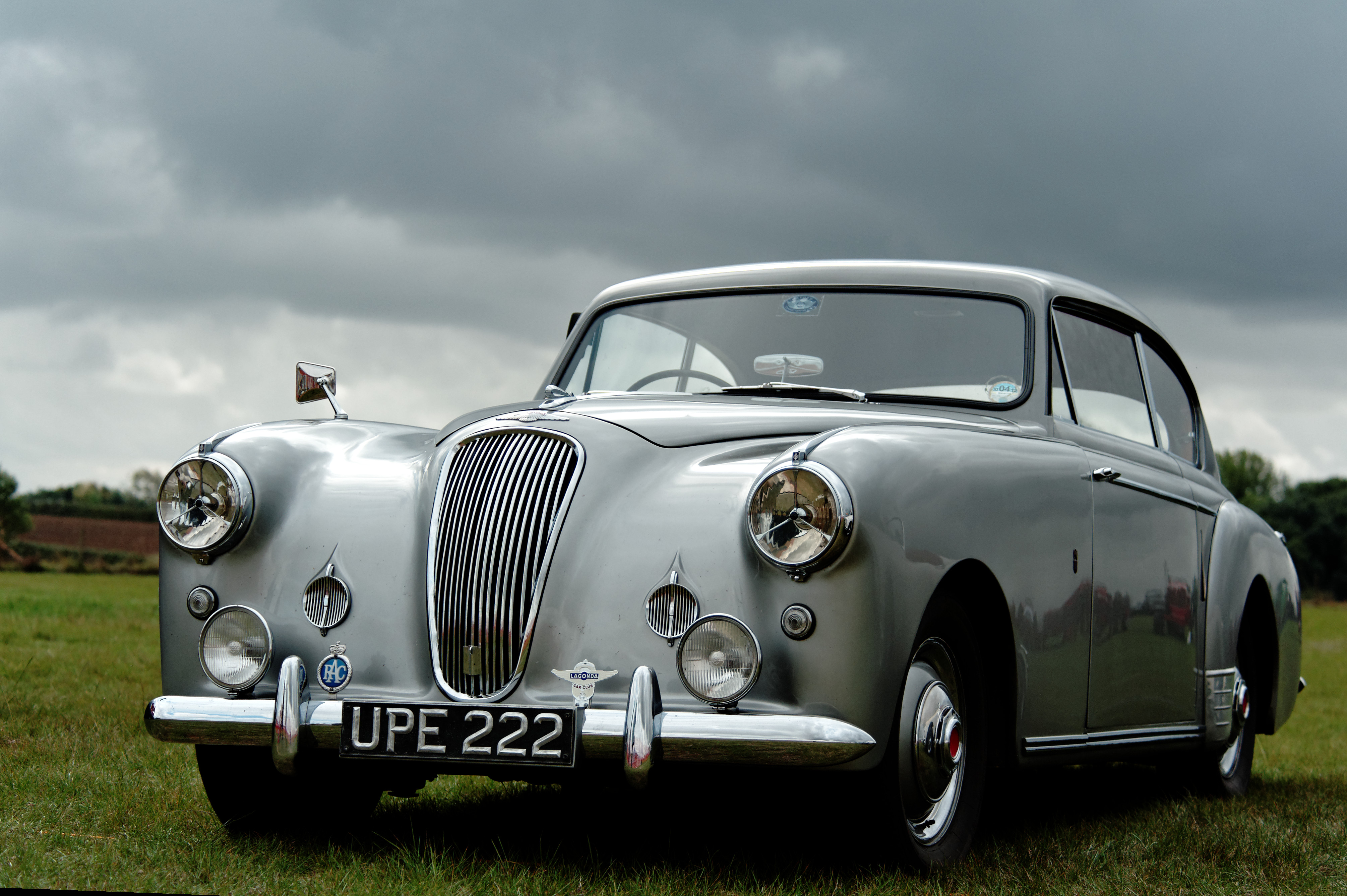
Vůz Lagonda z roku 1954
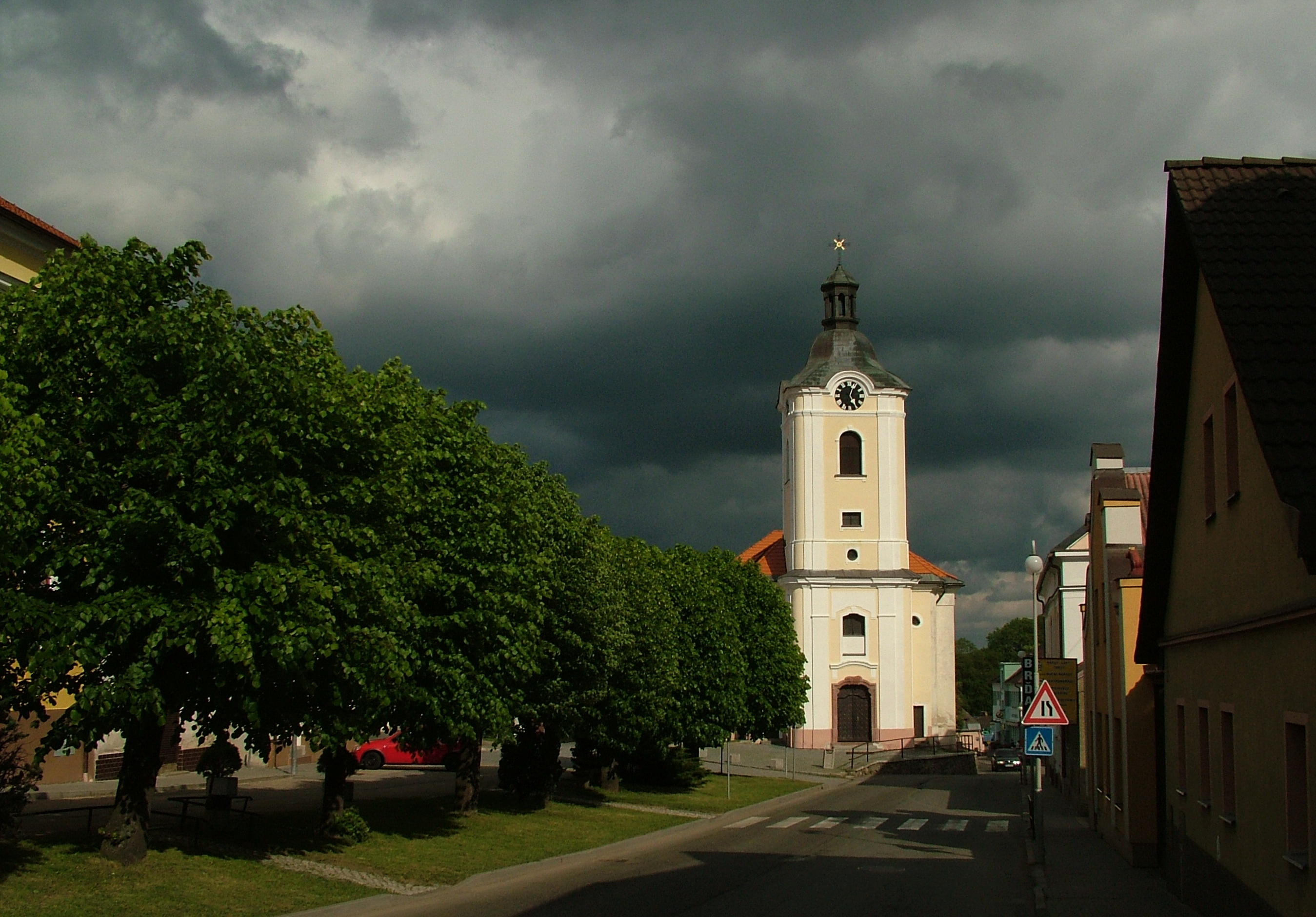
Černé světlo, kostel svatého Bartoloměje, Divišov
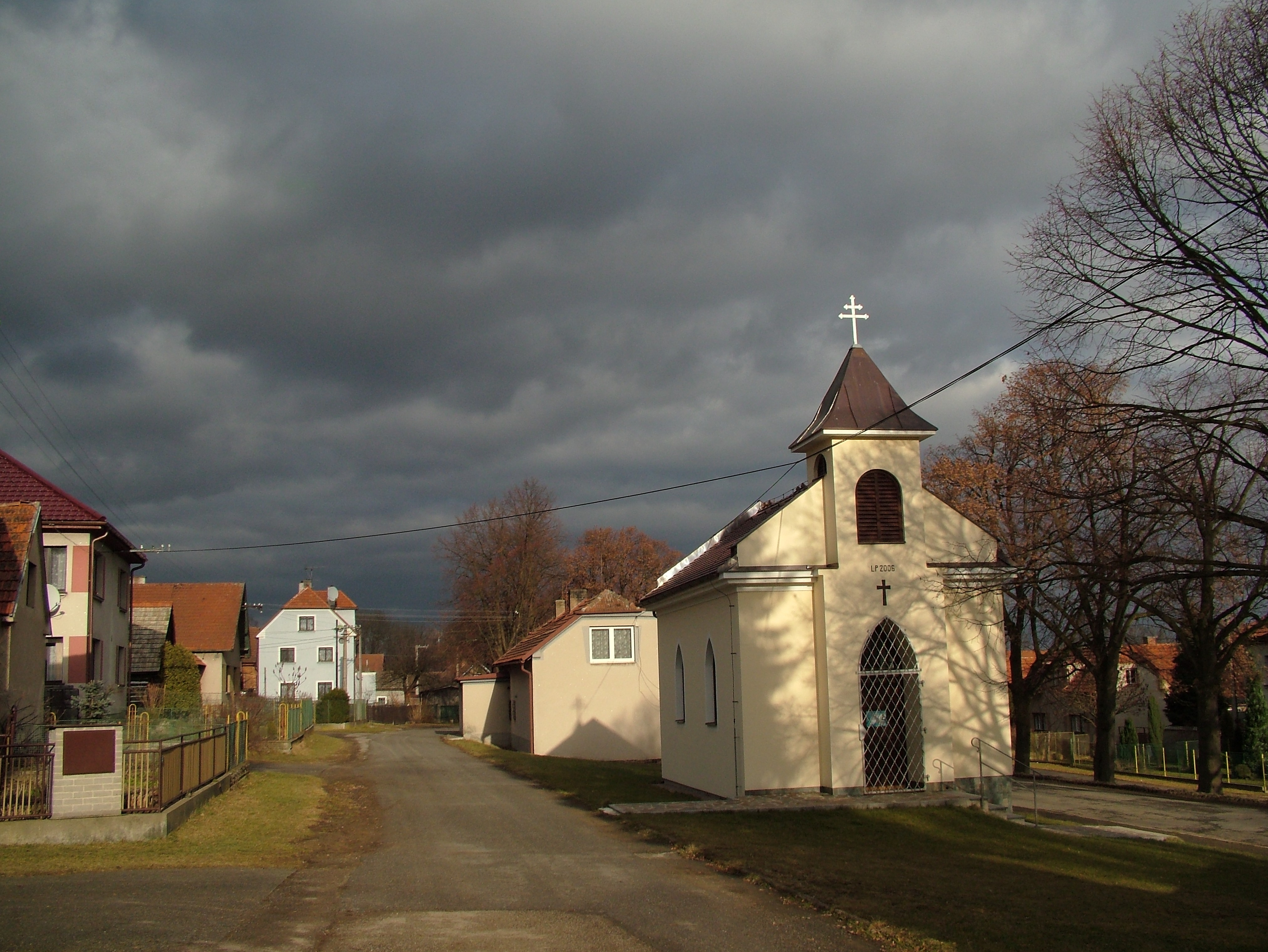
Chlum, 2008
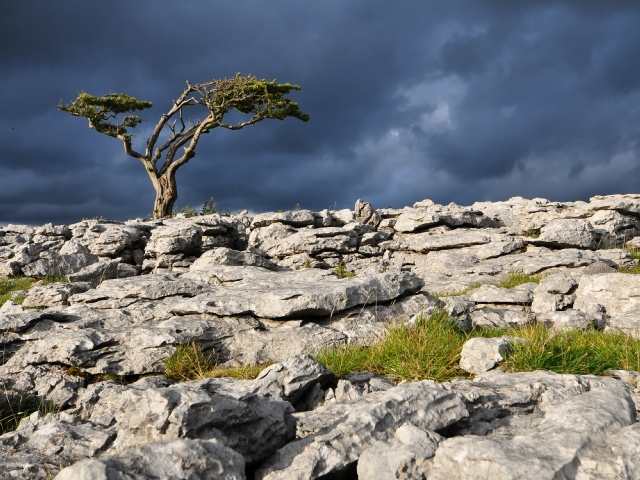
Bouřkové mraky nad Twisleton Scar End
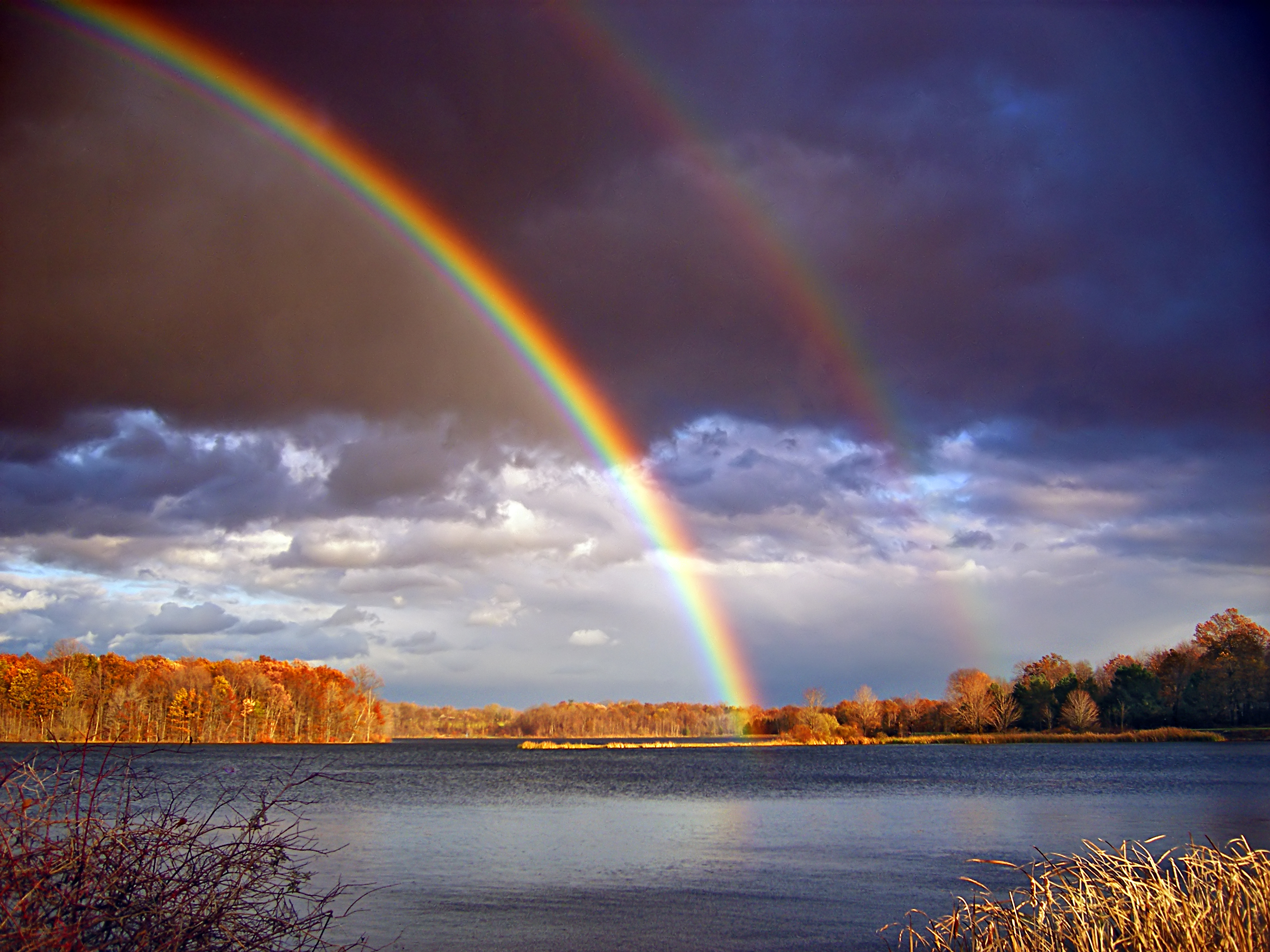
Zdvojená duha, jezero Minsi Lake, Northampton County, Pennsylvania, USA
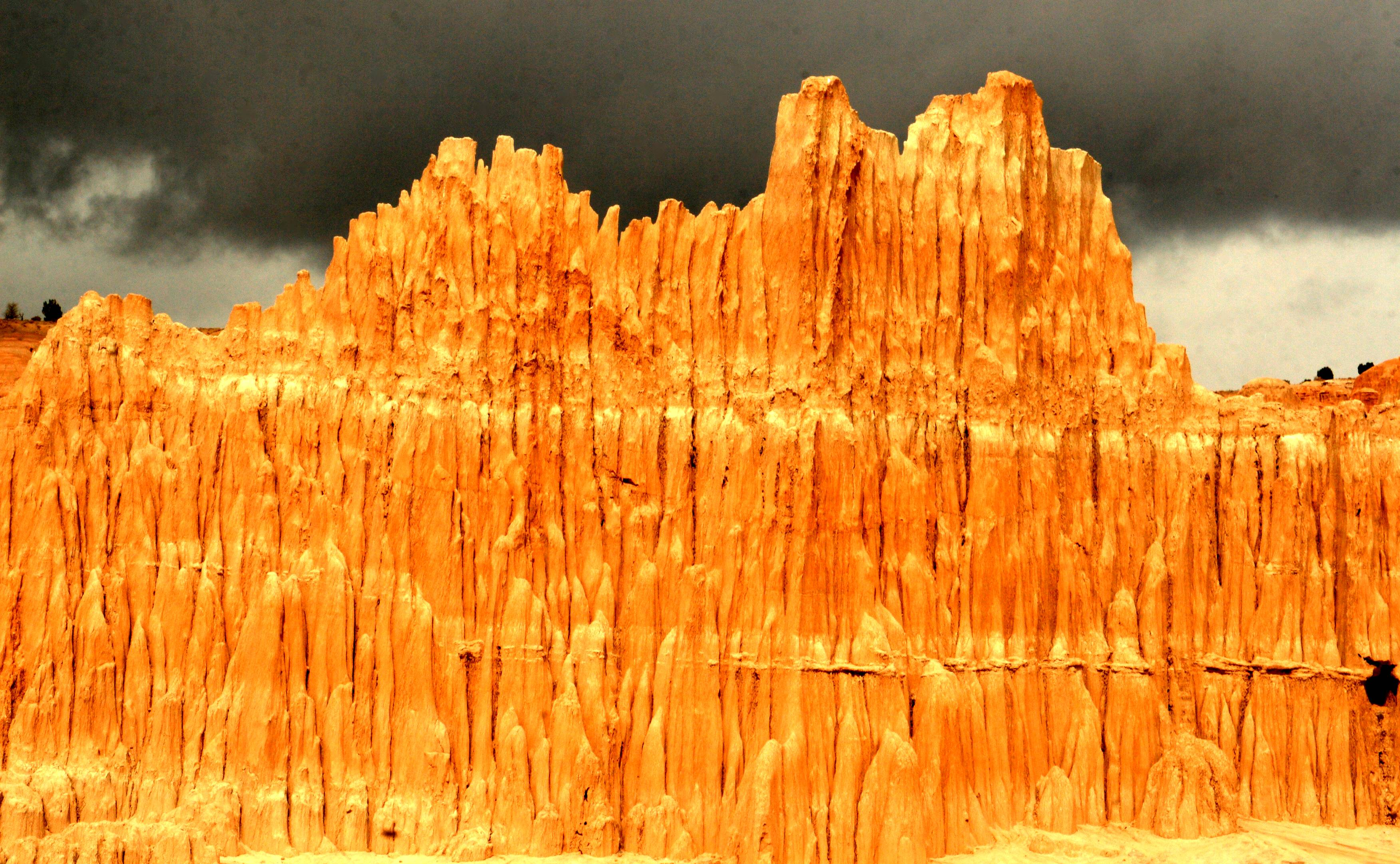
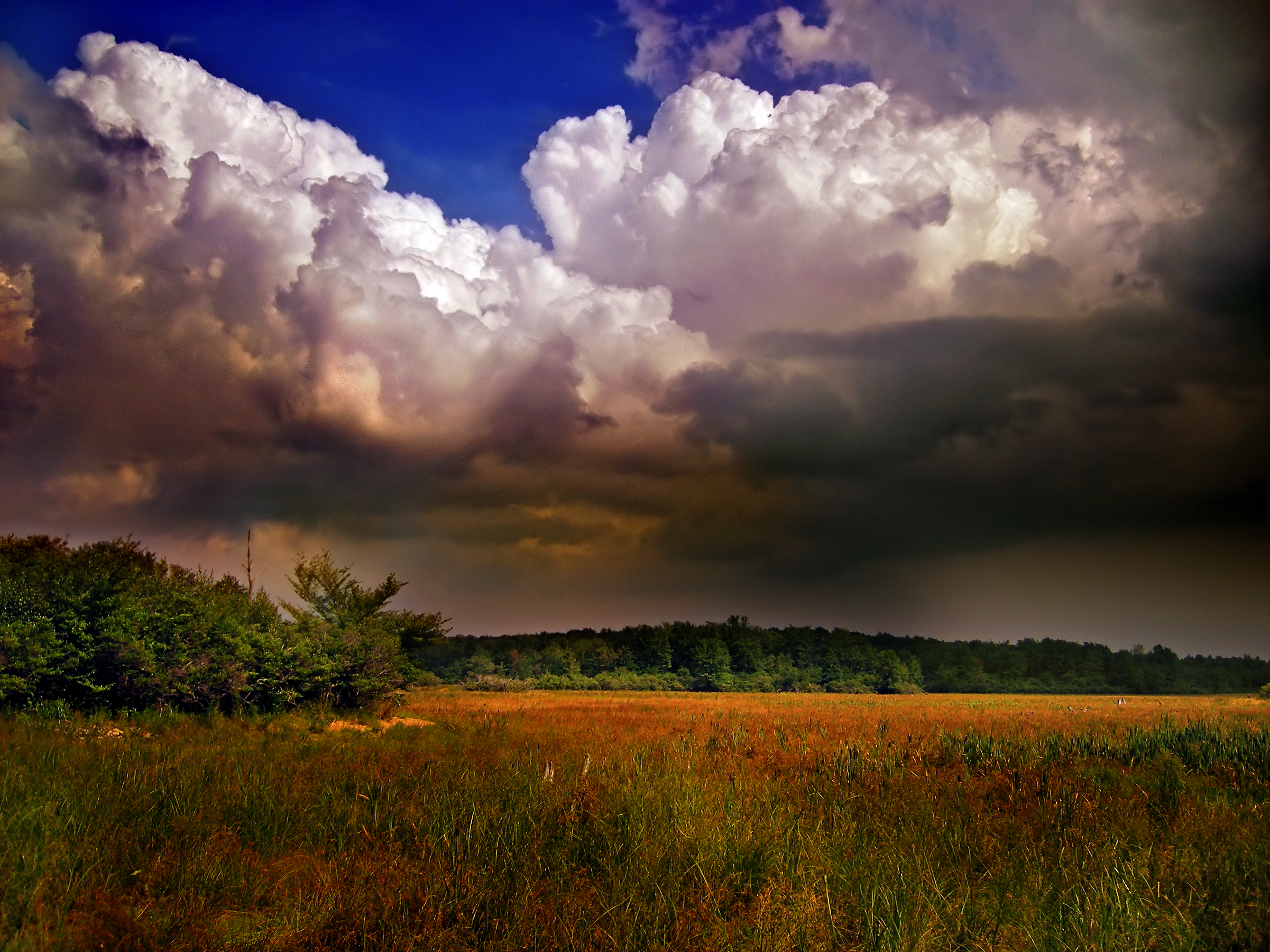
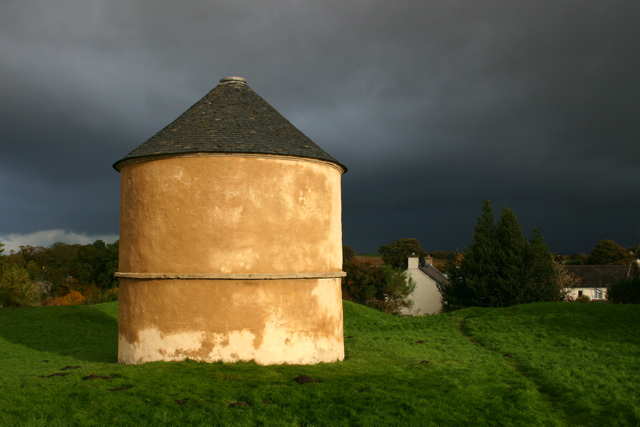
Aldearn, Skotsko
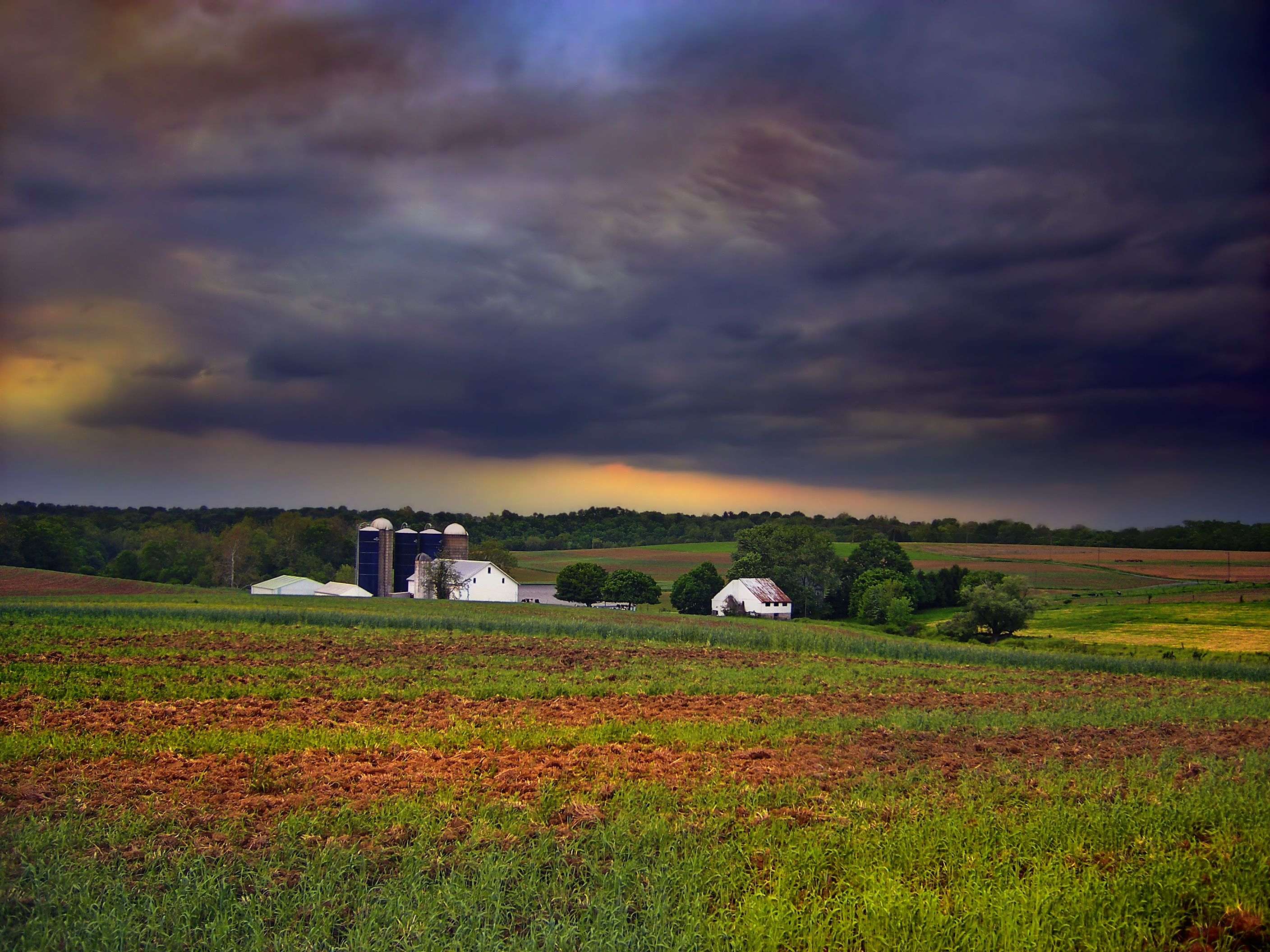
Farma West Lampeter Township, Lancaster